# Enzo Bartolini
Enzo Bartolini, född 15 februari 1914 i Livorno, död 1998, var en italiensk roddare.
Bartolini blev olympisk silvermedaljör i åtta med styrman vid sommarspelen 1936 i Berlin.